# Polen op het wereldkampioenschap voetbal 1982
Polen was een van de 24 deelnemende landen aan het wereldkampioenschap voetbal 1982 dat in Spanje werd gehouden. Het Oost-Europese land nam voor de vierde keer in de geschiedenis deel aan de WK-eindronde. De laatste keer was in 1978, toen Polen strandde in de tweede ronde, na nederlagen tegen Brazilië en de latere wereldkampioen Argentinië .

## WK-kwalificatie
Polen plaatste zich in kwalificatiegroep 7 van de UEFA-zone door als eerste te eindigen, met de maximale score van acht punten uit vier duels.

|                                 |       |                                           |       |                                                                                  |
| 7 december 1980 WK-kwalificatie | Malta | 0 – 2                                     | Polen | Empire Stadium, Gżira Toeschouwers: 5.565 Scheidsrechter: Dušan Maksimović (YUG) |
| 7 december 1980 WK-kwalificatie |       | 57' Włodzimierz Smolarek 77' Leszek Lipka |       | Empire Stadium, Gżira Toeschouwers: 5.565 Scheidsrechter: Dušan Maksimović (YUG) |

|                            |                    |       |                                |                                                                                     |
| 2 mei 1981 WK-kwalificatie | Polen              | 1 – 0 | Duitse Democratische Republiek | Stadion Śląski, Chorzów Toeschouwers: 74.000 Scheidsrechter: Vojtěch Christov (TCH) |
| 2 mei 1981 WK-kwalificatie | Andrzej Buncol 56' |       |                                | Stadion Śląski, Chorzów Toeschouwers: 74.000 Scheidsrechter: Vojtěch Christov (TCH) |

|                                 |                                                   |       |                                                                      |                                                                                          |
| 10 oktober 1981 WK-kwalificatie | Duitse Democratische Republiek                    | 2 – 3 | Polen                                                                | Zentralstadion, Leipzig Toeschouwers: 85.000 Scheidsrechter: Augusto Lamo Castillo (ESP) |
| 10 oktober 1981 WK-kwalificatie | Rüdiger Schnuphase 53' (pen.) Joachim Streich 66' |       | 2' Andrzej Szarmach 5' Włodzimierz Smolarek 62' Włodzimierz Smolarek | Zentralstadion, Leipzig Toeschouwers: 85.000 Scheidsrechter: Augusto Lamo Castillo (ESP) |

|                                  | |       |       |                                                                                |
| 15 november 1981 WK-kwalificatie | Polen | 6 – 0 | Malta | Olympisch Stadion, Wrocław Toeschouwers: 25.618 Scheidsrechter: Bo Helén (SWE) |
| 15 november 1981 WK-kwalificatie | Andrzej Buncol 6' Włodzimierz Smolarek 47' Stefan Majewski 48' Włodzimierz Smolarek 64' Dariusz Dziekanowski 80' Zbigniew Boniek 88' |       |       | Olympisch Stadion, Wrocław Toeschouwers: 25.618 Scheidsrechter: Bo Helén (SWE) |

### Eindstand
| # | Team                           | Pnt | Wed | W | G | V | DV | DT | DS  |
| - | ------------------------------ | --- | --- | - | - | - | -- | -- | --- |
| 1 | Polen                          | 8   | 4   | 4 | 0 | 0 | 12 | 2  | +10 |
| 2 | Duitse Democratische Republiek | 4   | 4   | 2 | 0 | 2 | 9  | 6  | +3  |
| 3 | Malta                          | 0   | 4   | 0 | 0 | 4 | 2  | 15 | –13 |

## Oefeninterland
Polen speelde slechts één oefeninterland in de aanloop naar het WK voetbal in Spanje.

|                                    |                                        |       |                                                                          |                                                                             |
| 18 november 1981 Vriendschappelijk | Polen                                  | 2 – 3 | Spanje                                                                   | Stadion ŁKS, Łódź Toeschouwers: 15.000 Scheidsrechter: Róbert Jaczina (HUN) |
| 18 november 1981 Vriendschappelijk | Andrzej Pałasz 56' Zbigniew Boniek 74' |       | 10' Roberto López Ufarte 80' José Ramón Alexanco 88' Miguel Ángel Alonso | Stadion ŁKS, Łódź Toeschouwers: 15.000 Scheidsrechter: Róbert Jaczina (HUN) |

## Selectie
data corresponderend met situatie voorafgaand aan toernooi
| №              | Naam                 | Geboortedatum | Caps | Goals | Club           | Duels | Goal | Kreeg geel | Kreeg voor de tweede keer geel en dus rood | Weggestuurd |
| Doel           | Doel                 | Doel          | Doel | Doel  | Doel           | Doel  | Doel | Doel       | Doel                                       | Doel        |
| -------------- | -------------------- | ------------- | ---- | ----- | -------------- | ----- | ---- | ---------- | ------------------------------------------ | ----------- |
| 1              | Józef Młynarczyk     | 20/09/1953    | 10   | 0     | Widzew Lódz    | 7     | 0    | 0          | 0                                          | 0           |
| 21             | Jacek Kazimierski    | 17/08/1959    | 4    | 0     | Legia Warschau | 0     | 0    | 0          | 0                                          | 0           |
| 22             | Piotr Mowlik         | 21/04/1951    | 21   | 0     | Lech Poznań    | 0     | 0    | 0          | 0                                          | 0           |
| Verdediging    |                      |               |      |       |                |       |      |            |                                            |             |
| 2              | Marek Dziuba         | 19/12/1955    | 44   | 1     | ŁKS Łódź       | 5     | 0    | 0          | 0                                          | 0           |
| 4              | Tadeusz Dolny        | 07/05/1958    | 4    | 0     | Górnik Zabrze  | 0     | 0    | 0          | 0                                          | 0           |
| 5              | Paweł Janas          | 04/03/1953    | 40   | 1     | Legia Warschau | 7     | 0    | 0          | 0                                          | 0           |
| 7              | Jan Jałocha          | 18/08/1957    | 8    | 0     | Wisła Kraków   | 3     | 0    | 0          | 0                                          | 0           |
| 9              | Władysław Żmuda      | 06/06/1954    | 72   | 1     | Widzew Lódz    | 7     | 0    | 1          | 0                                          | 0           |
| 10             | Stefan Majewski      | 31/10/1956    | 17   | 2     | Legia Warschau | 7     | 1    | 1          | 0                                          | 0           |
| 12             | Roman Wójcicki       | 08/01/1958    | 12   | 0     | Śląsk Wrocław  | 1     | 0    | 1          | 0                                          | 0           |
| Middenveld     |                      |               |      |       |                |       |      |            |                                            |             |
| 3              | Janusz Kupcewicz     | 09/12/1955    | 10   | 1     | Arka Gdynia    | 5     | 1    | 0          | 0                                          | 0           |
| 6              | Piotr Skrobowski     | 16/10/1961    | 14   | 0     | Wisła Kraków   | 0     | 0    | 0          | 0                                          | 0           |
| 8              | Waldemar Matysik     | 27/09/1961    | 10   | 0     | Górnik Zabrze  | 6     | 0    | 0          | 0                                          | 0           |
| 13             | Andrzej Buncol       | 21/09/1959    | 9    | 3     | Legia Warschau | 7     | 1    | 2          | 0                                          | 0           |
| 14             | Andrzej Pałasz       | 22/07/1960    | 14   | 2     | Górnik Zabrze  | 2     | 0    | 1          | 0                                          | 0           |
| 15             | Włodzimierz Ciołek   | 24/03/1956    | 12   | 2     | Stal Mielec    | 4     | 1    | 0          | 0                                          | 0           |
| 18             | Marek Kusto          | 29/04/1954    | 15   | 3     | Legia Warschau | 3     | 0    | 0          | 0                                          | 0           |
| 19             | Andrzej Iwan         | 10/11/1959    | 19   | 10    | Wisła Kraków   | 2     | 0    | 0          | 0                                          | 0           |
| Aanval         |                      |               |      |       |                |       |      |            |                                            |             |
| 11             | Włodzimierz Smolarek | 16/07/1957    | 12   | 5     | Widzew Lódz    | 6     | 1    | 2          | 0                                          | 0           |
| 16             | Grzegorz Lato        | 08/04/1950    | 92   | 44    | KSC Lokeren    | 7     | 1    | 0          | 0                                          | 0           |
| 17             | Andrzej Szarmach     | 03/10/1950    | 59   | 31    | AJ Auxerre     | 2     | 1    | 0          | 0                                          | 0           |
| 20             | Zbigniew Boniek      | 03/03/1956    | 50   | 16    | Widzew Lódz    | 6     | 4    | 2          | 0                                          | 0           |
| Bondscoach     |                      |               |      |       |                |       |      |            |                                            |             |
| Vlag van Polen | Antoni Piechniczek   | 03/05/1942    |      |       |                |       |      |            |                                            |             |

## WK-wedstrijden

### Groep A
|                        |           |       |       |                                                                                  |
| 14 juni 1982 17:15 uur | Italië    | 0 – 0 | Polen | Estadio Balaídos, Vigo Toeschouwers: 33.000 Scheidsrechter: Michel Vautrot (FRA) |
| 14 juni 1982 17:15 uur | (details) |       |       | Estadio Balaídos, Vigo Toeschouwers: 33.000 Scheidsrechter: Michel Vautrot (FRA) |

|                        |           |       |       |                                                                                   |
| 19 juni 1982 17:15 uur | Kameroen  | 0 – 0 | Polen | Estadio Riazor, A Coruña Toeschouwers: 19.000 Scheidsrechter: Alexis Ponnet (BEL) |
| 19 juni 1982 17:15 uur | (details) |       |       | Estadio Riazor, A Coruña Toeschouwers: 19.000 Scheidsrechter: Alexis Ponnet (BEL) |

|                        | |           |                       |                                                                                         |
| 22 juni 1982 17:15 uur | Polen | 5 – 1     | Peru                  | Estadio Riazor, A Coruña Toeschouwers: 25.000 Scheidsrechter: Mario Rubio Vázquez (MEX) |
| 22 juni 1982 17:15 uur | Włodzimierz Smolarek 55' Grzegorz Lato 58' Zbigniew Boniek 61' Andrzej Buncol 68' Włodzimierz Ciołek 76' | (details) | 83' Guillermo La Rosa | Estadio Riazor, A Coruña Toeschouwers: 25.000 Scheidsrechter: Mario Rubio Vázquez (MEX) |

### Eindstand
| Land     | Wed | Win | Gel | Ver | DV | DT | +/− | Pnt |
| -------- | --- | --- | --- | --- | -- | -- | --- | --- |
| Polen    | 3   | 1   | 2   | 0   | 5  | 1  | 4   | 4   |
| Italië   | 3   | 0   | 3   | 0   | 2  | 2  | 0   | 3   |
| Kameroen | 3   | 0   | 3   | 0   | 1  | 1  | 0   | 3   |
| Peru     | 3   | 0   | 2   | 1   | 2  | 6  | –4  | 2   |

### Groep 4
|                        |        |           |                                                            |                                                                           |
| 28 juni 1982 21:00 uur | België | 0 – 3     | Polen                                                      | Camp Nou, Barcelona Toeschouwers: 65.000 Scheidsrechter: Luis Siles (CRC) |
| 28 juni 1982 21:00 uur |        | (details) | 4' Zbigniew Boniek 26' Zbigniew Boniek 53' Zbigniew Boniek | Camp Nou, Barcelona Toeschouwers: 65.000 Scheidsrechter: Luis Siles (CRC) |

|                       |           |       |             |                                                                              |
| 4 juli 1982 21:00 uur | Polen     | 0 – 0 | Sovjet-Unie | Camp Nou, Barcelona Toeschouwers: 65.000 Scheidsrechter: Bob Valentine (SCO) |
| 4 juli 1982 21:00 uur | (details) |       |             | Camp Nou, Barcelona Toeschouwers: 65.000 Scheidsrechter: Bob Valentine (SCO) |

### Eindstand
| Land        | Wed | Win | Gel | Ver | DV | DT | +/− | Pnt |
| ----------- | --- | --- | --- | --- | -- | -- | --- | --- |
| Polen       | 2   | 1   | 1   | 0   | 3  | 0  | 3   | 3   |
| Sovjet-Unie | 2   | 1   | 1   | 0   | 1  | 0  | 1   | 3   |
| België      | 2   | 0   | 0   | 2   | 0  | 4  | –4  | 0   |

### Halve finales
|                       |       |           |                                 |                                                                                |
| 8 juli 1982 17:15 uur | Polen | 0 – 2     | Italië                          | Camp Nou, Barcelona Toeschouwers: 50.000 Scheidsrechter: Juan Cardellino (URU) |
| 8 juli 1982 17:15 uur |       | (details) | 22' Paolo Rossi 73' Paolo Rossi | Camp Nou, Barcelona Toeschouwers: 50.000 Scheidsrechter: Juan Cardellino (URU) |

### Troostfinale
|                        |                                   |           |                                                               |                                                                                              |
| 10 juli 1982 20:00 uur | Frankrijk                         | 2 – 3     | Polen                                                         | Estadio José Rico Pérez, Alicante Toeschouwers: 28.000 Scheidsrechter: António Garrido (POR) |
| 10 juli 1982 20:00 uur | René Girard 13' Alain Couriol 72' | (details) | 40' Andrzej Szarmach 44' Stefan Majewski 46' Janusz Kupcewicz | Estadio José Rico Pérez, Alicante Toeschouwers: 28.000 Scheidsrechter: António Garrido (POR) |

Poolse voetbalbond · A-internationals · Selecties · Statistieken · Pools vrouwenelftal · Olympisch elftal · Polen U21 · Polen U20 · Polen U19 · Polen U18 · Polen U17 · Polen U16
1921 – 1929 ·
1930 – 1939 ·
1940 – 1949 ·
1950 – 1959 ·
1960 – 1969 ·
1970 – 1979 ·
1980 – 1989 ·
1990 – 1999 ·
2000 – 2009 ·
2010 – 2019 ·
2020 – 2029
EK 2008 · 
EK 2012 · 
EK 2016 · 
EK 2020
WK 1938 ·
WK 1974 ·
WK 1978 ·
WK 1982 ·
WK 1986 ·
WK 2002 ·
WK 2006 ·
WK 2018
OS 1924 ·
OS 1936 ·
OS 1972 ·
OS 1976 ·
OS 1992
1921 · 
1922 · 
1923 · 
1924 · 
1925 · 
1926 · 
1927 · 
1928 · 
1929 · 
1930 · 
1931 · 
1932 · 
1933 · 
1934 · 
1935 · 
1936 · 
1937 · 
1938 · 
1939 · 
1940–1946 · 
1947 · 
1948 · 
1949 · 
1950 · 
1951 · 
1952 · 
1953 · 
1954 · 
1955 · 
1956 · 
1957 · 
1958 · 
1959 · 
1960 · 
1961 · 
1962 · 
1963 · 
1964 · 
1965 · 
1966 · 
1967 · 
1968 · 
1969 · 
1970 · 
1971 · 
1972 · 
1973 · 
1974 · 
1975 · 
1976 · 
1977 · 
1978 · 
1979 · 
1980 · 
1981 · 
1982 · 
1983 · 
1984 · 
1985 · 
1986 · 
1987 · 
1988 · 
1989 · 
1990 · 
1991 · 
1992 · 
1993 · 
1994 · 
1995 · 
1996 · 
1997 · 
1998 · 
1999 · 
2000 · 
2001 · 
2002 · 
2003 · 
2004 · 
2005 · 
2006 · 
2007 · 
2008 · 
2009 · 
2010 · 
2011 · 
2012 · 
2013 · 
2014 ·
2015 ·
2016 ·
2017 ·
2018 ·
2019 ·
2020 ·
2021
Albanië ·
Algerije ·
Andorra ·
Argentinië ·
Armenië ·
Australië ·
Azerbeidzjan ·
België ·
Bolivia ·
Bosnië en Herzegovina ·
Brazilië ·
Bulgarije ·
Canada ·
Chili ·
China ·
Colombia ·
Costa Rica ·
Cyprus ·
DDR ·
Denemarken ·
Duitsland ·
Ecuador ·
Egypte ·
Engeland ·
Estland ·
Faeröer · 
Finland ·
Frankrijk ·
Georgië ·
Gibraltar ·
Griekenland ·
Guatemala ·
Haïti ·
Hongarije ·
Ierland ·
India ·
Irak ·
Iran ·
Israël ·
Italië ·
Ivoorkust ·
IJsland ·
Japan ·
Joegoslavië ·
Kameroen ·
Kazachstan ·
Koeweit ·
Kroatië ·
Letland ·
Libië ·
Liechtenstein ·
Litouwen ·
Luxemburg ·
Marokko ·
Malta ·
Mexico ·
Moldavië ·
Montenegro ·
Nederland ·
Nieuw-Zeeland ·
Nigeria ·
Noord-Ierland ·
Noord-Korea ·
Noord-Macedonië ·
Noorwegen ·
Oekraïne ·
Oostenrijk ·
Peru ·
Portugal ·
Roemenië ·
Rusland ·
San Marino ·
Saoedi-Arabië · 
Schotland ·
Senegal ·
Servië ·
Servië en Montenegro · 
Singapore ·
Slovenië ·
Slowakije ·
Sovjet-Unie ·
Spanje ·
Thailand · 
Tsjechië ·
Tsjecho-Slowakije ·
Tunesië ·
Turkije ·
Uruguay ·
Verenigde Arabische Emiraten ·
Verenigde Staten ·
Wales ·
Wit-Rusland ·
Zuid-Afrika ·
Zuid-Korea ·
Zweden ·
Zwitserland
België (1982) ·
Colombia (2018) ·
Costa Rica (2006) ·
Duitsland (2006) ·
Duitsland (2008) ·
Duitsland (2016) ·
Ecuador (2006) ·
Frankrijk (1982) ·
Frankrijk (2022) ·
Griekenland (2012) ·
Italië (1982, 1) ·
Italië (1982, 2) ·
Japan (2018) ·
Kameroen (1982) ·
Kroatië (2008) ·
Noord-Ierland (2016) ·
Oostenrijk (2008) ·
Peru (1982) ·
Rusland (2012) ·
Senegal (2018) ·
Slowakije (2021) ·
Sovjet-Unie (1982) ·
Spanje (2021) ·
Tsjechië (2012) ·
Zweden (2021)